# De Danske Patrioters Hjemførsel fra Tyskland
De Danske Patrioters Hjemførsel fra Tyskland er en dansk dokumentarfilm fra 1947, der er produceret af Dansk Film Revy.

## Handling
Danskere, som døde i tyskernes koncentrationslejre, stedes til hvile i Danmark. Ligtoget kører gennem Flensborgs blomsterstrøede gader, gennem Kruså, hvor der afholdes sørgehøjtidelighed med taler af blandt andre biskop Noach fra Haderslev og videre gennem Sønderborg, Haderslev og ud i landet.